# Faton Popova
Faton Popova (* 22. Dezember 1984 in Vushtrria, SFR Jugoslawien) ist ein ehemaliger deutscher Fußballspieler mit kosovarischer Herkunft und aktueller -trainer.

## Karriere
Popova ist ein beidfüßig spielender Mittelfeldakteur. Er gehörte Jugendmannschaften des TSV Donnerberg (1992–1994), von Alemannia Aachen (1994–1996 und 1999–2001) und Blau-Weiß Aachen (1996–1999) an, spielte für Roda Kerkrade unter anderem in deren Eredivisie-Mannschaft (2001–2005) und bei Borussia Freialdenhoven (2005/06), bevor er wieder zur Alemannia wechselte und dort die Saison 2006/07 in den Reihen der in der Oberliga Nordrhein spielenden Nachwuchsmannschaft bestritt, wo er in 24 Partien sieben Tore erzielte.
Bereits in der folgenden Saison stieß er zur ersten Mannschaft der Aachener und kam zu einem Zweitligaeinsatz, er wurde jedoch auch weiterhin in der zweiten Mannschaft eingesetzt (18/8). Trotz einer schweren Verletzung verpflichtete ihn die Alemannia für zwei Jahre als Fußballprofi. In diesen zwei Jahren kam der Offensivmann dennoch überwiegend in der Reserve zum Einsatz. Zur Saison 2010/11 erhielt Popova keinen neuen Vertrag in Aachen und verließ den Verein. 2011 wechselte Papova zu Hertha Walheim, nach nur einer Saison wechselte er 2012 zum Landesligisten SV Rott. Ab der Rückrunde der Saison 2013/14 spielte Popova beim Kohlscheider BC in der Bezirksliga und absolvierte auch ein Ligaspiel für dessen zweite Kampfmannschaft. Danach beendete er seine Karriere als Aktiver im Alter von 30 Jahren und schlug eine Trainerlaufbahn ein. Nachdem er bereits von 2011 bis 2012 als Jugendtrainer beim TSV Hertha Walheim tätig war und zwischen 2013 und 2015 bei Alemannia Aachen Nachwuchsarbeit leistete, trat er in der Saison 2015/16 als Trainer des Landesligisten SV Rott in Erscheinung. Ab der Saison 2016/17 übernahm er den Bezirksligisten Sportfreunde Düren und ist dort heute (Stand: Oktober 2021) noch immer als Trainer tätig.